# Nodularia
Nodularia ist eine Gattung filamentöser Cyanobakterien.  Im Sommer kommt es in der Ostsee regelmäßig zu Oberflächenblüten der toxischen Art Nodularia spumigena, die auch die Typusart ist.

## Merkmale
Die fädigen langen, unverzweigten Zellketten (Coenobien) bestehen aus über hundert Einzelzellen, die auch in Gruppen oder Clustern bilden können, und sind mehr oder weniger gerade, gebogen, gekeult oder auch unregelmäßig spiralig mit einer an beiden Enden offenen Hülse. Sie tragen in regelmäßigem Abstand Heterocysten, spezialisierte Zellen, die für die Bindung von Luftstickstoff zuständig sind. Die Trichome sind uniseriell, zylindrisch und selten an den Enden verkürzt. 
Die planktischen Arten besitzen Gasvesikel, die benthischen hingegen nicht.
Der Zellinhalt ist gelblich, blass olivgrün oder blaugrün, die Thylakoide sind unregelmäßig gekeult und über das Zellvolumen verstreut. Die Heterocysten haben dieselbe Form, manchmal aber auch kleiner oder größer als die vegetativen Zellen. Akineten (unbewegliche Zellen) sind tonnenförmig oder sphärisch.

## Vorkommen
Nodularia tritt vorwiegend in Brackwasser und Salzwasser bis zu 30 PSU auf und ist weltweit verbreitet.
In der Ostsee treten im Sommer Oberflächenblüten auf. Die stabile Schichtung des Oberflächenwassers der Ostsee führt zu einer Verarmung an Stickstoffverbindungen. Durch die Fähigkeit diazotropher Cyanobakterien molekularen Luftstickstoff zu Ammonium zu reduzieren, können sie die restliche Menge an Phosphatverbindungen in der Wassersäule zum Wachstum nutzen. Aufgrund von Gasvesikeln in den Zellen treiben die Coenobien an die Oberfläche auf und werden mit dem Wind an die Küsten getrieben.

## Toxizität
Einige Nodularia Stämme produzieren das Hepatoxin Nodularin. Dieses Lebergift ist ein Oligopeptid und verwandt mit den Microcystinen welche von dem Cyanobakterium Microcystis produziert wird. Es sind mehrere Vorfälle bekannt, bei denen es zu tödlichen Vergiftungen von Enten, Hunden, Schafen, Schweinen, Pferden und Rindern nach Aufnahme von Nodularia kam. Der LD50-Wert von Nodularin im Modellorganismus Maus beträgt je nach Strukturvariante des Toxins zwischen 30 und 250 µg/kg Körpergewicht.

## Genom
Derzeit (2009) wird das Genom des Stammes Nodularia spumigena CCY9414 annotiert. Das Genom hat eine Größe von etwa 5,3 Megabasenpaaren.

## Systematik
Nodularia gehört zur Familie der Nostocaceae:
- Planktische Arten:
Nodularia baltica Komárek, Hübel et M. Hübel 1993
Nodularia crassa (Voronichin) Komárek, Hübel et M. Hübel 1993
Nodularia litorea (Kützing) Thuret ex Komárek, Hübel et M. Hübel 1993
Nodularia spumigena Mertens ex Bornet et Flahault 1888. Ann. Sci. Nat. Bot., ser. VII, 7: 245 [morphologicaly and geographicaly different populations]

- Benthische Arten:
Nodularia harveyana Thuret ex Bornet et Flahault 1888. Ann. Sci. Nat. Bot., ser. VII, 7: 243
Nodularia major (Kützing) ex Kirchner in Engler et Prantl 1900
Nodularia moravica Hindák, Šmarda et Komárek 2003
Nodularia quadrata Fritsch 1912
Nodularia rajkotii Gupte 1964
Nodularia sphaerocarpa Bornet et Flahault 1888. Ann. Sci. Nat. Bot., ser. VII, 7: 245
Nodularia turicensis (Cramer) Hansgirg 1892
Nodularia willei Gardner 1927

Ungeklärte Arten:
- Nodularia aerophila Brabez 1941
Nodularia armorica Thuret ex Bornet et Flahault. 1888. Ann. Sci. Nat. Bot., ser. VII, 7: 245
Nodularia epiphytica Gardner 1927
Nodularia hawaiiensis Tilden 1901
Nodularia mainensis Harvey 1899
Nodularia paludosa Wolle 1887 ex Stokes 1893
Nodularia skujae Gonzales-Guerrero 1928
Nodularia suhriana Kützing 1843
Nodularia tenuis G.S. West 1907